# Vestre Aker
Vestre Aker „Západní Aker“ je 7. městská část norského hlavního města Osla, třetím největší co se týče rozlohy. Leží na severozápadním okraji města, na severu hraničí s lesnatou oblastí Nordmark, na východě s obvodem Nordre Aker, na jihovýchodně krátce s obvodem Frogner, na jihu s obvodem Ullern a na západě s obcí Bærum. Obvod vznikl při administrativní reformě v roce 2004 z bývalých obvodů Røa a Vinderen.
V obvodě převládá obytná zástavba z menších domů, významnější výjimkou jsou bytové domy ve čtvrti Hovseter. Nenachází se zde mnoho pracovišť, s výjimkou poskytovatelů různých služeb, včetně nemocnice Diakonhjemmet a mnoha hotelů a konferenčních center. Za hranicemi obvodu, v Nordmarku, se nachází zázemí pro zimní sporty na Holmenkollenu a zimní sportovní park u jezera Tryvann. V obvodu také sídlí královská garda - Hans Majestet Kongens Garde.
Obvod se skládá z následujících čtvrtí:
- Røa
- Holmenkollen
- Slemdal
- Vinderen
- Grimelund
- Holmen
- Hovseter

## Galerie

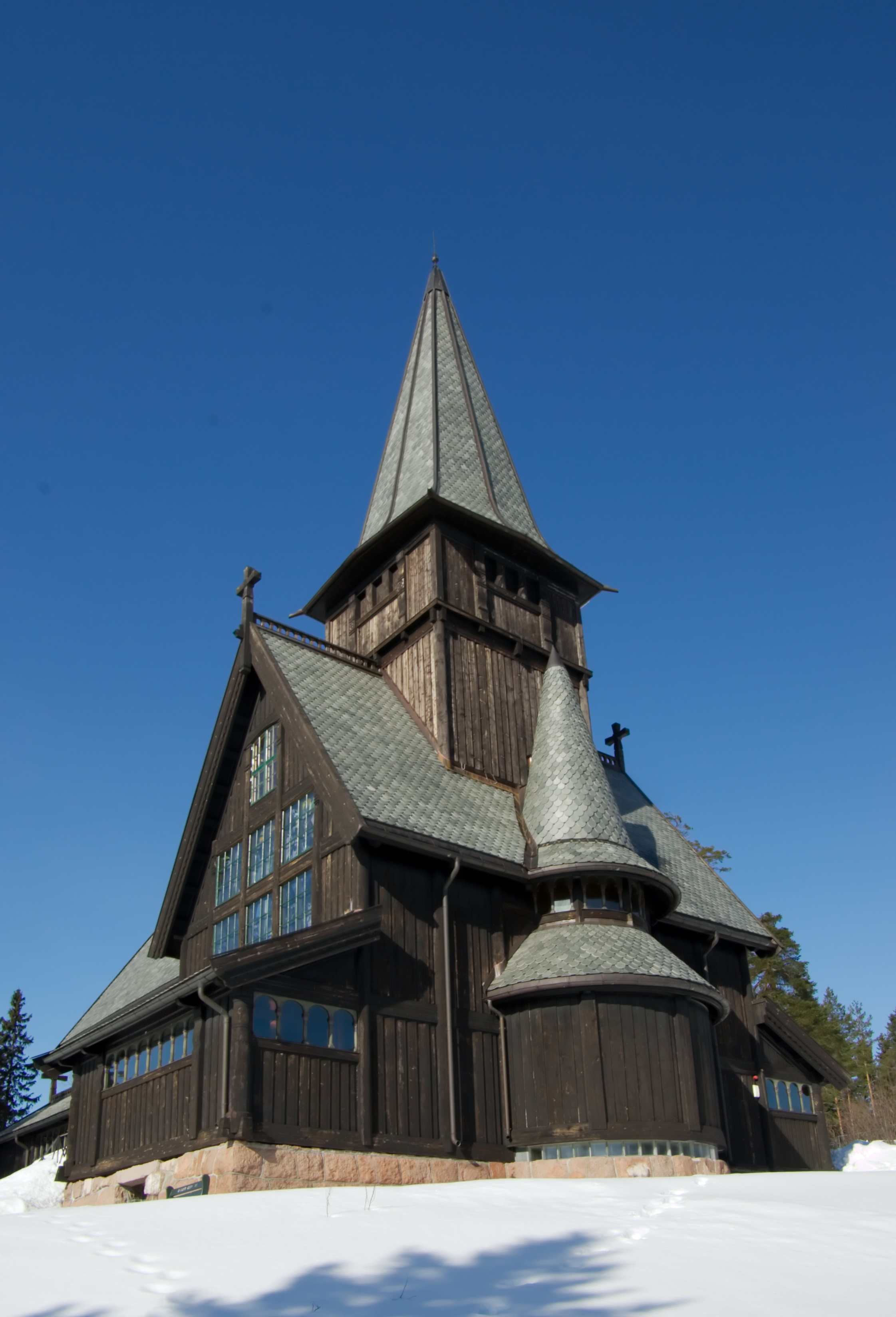
Kaple Holmenkollen
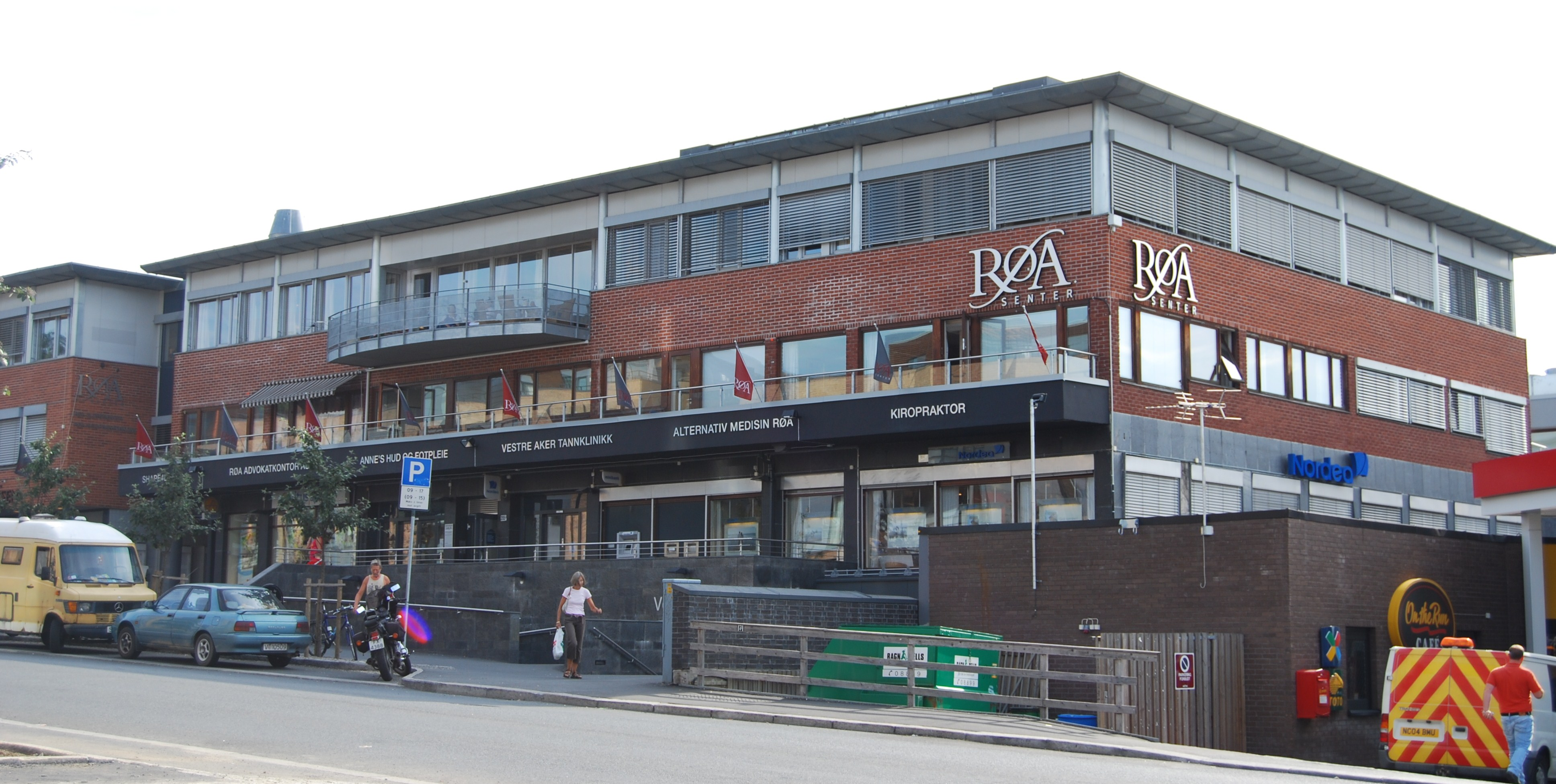
Obchodní centrum v Røa
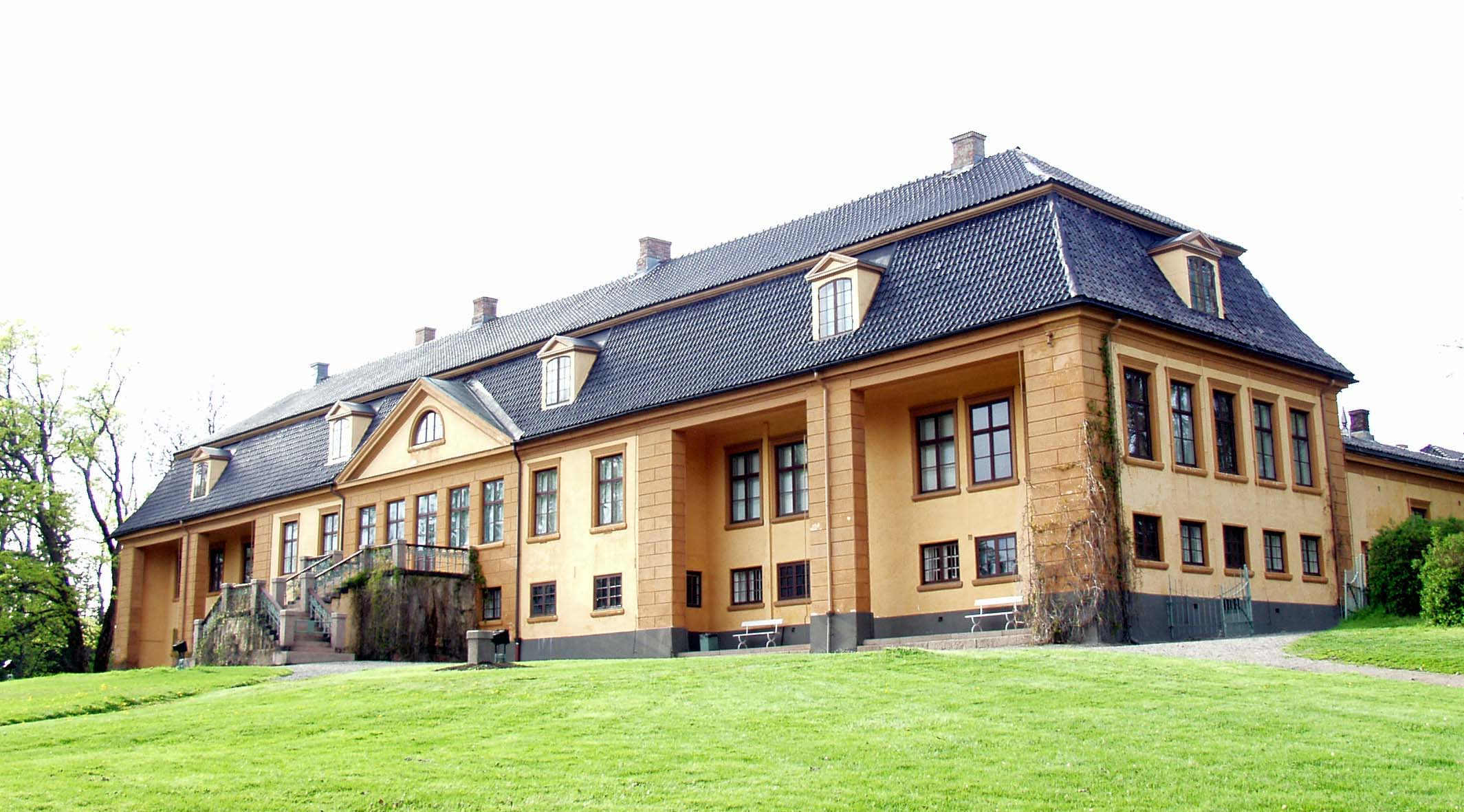
Panské sídlo Bogstad
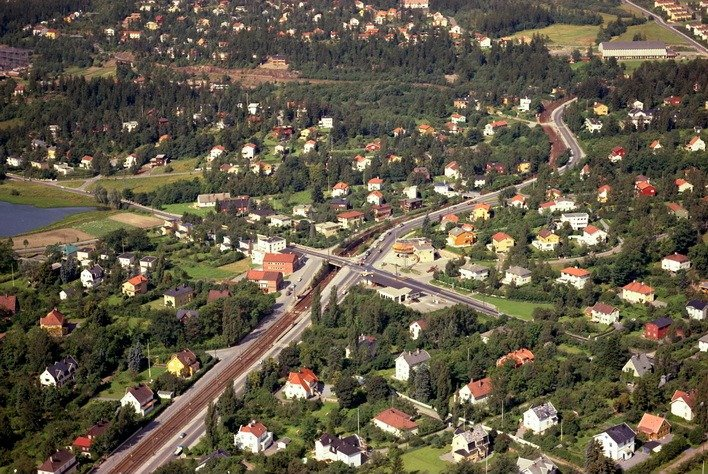
Pohled na čtvrť Smestad
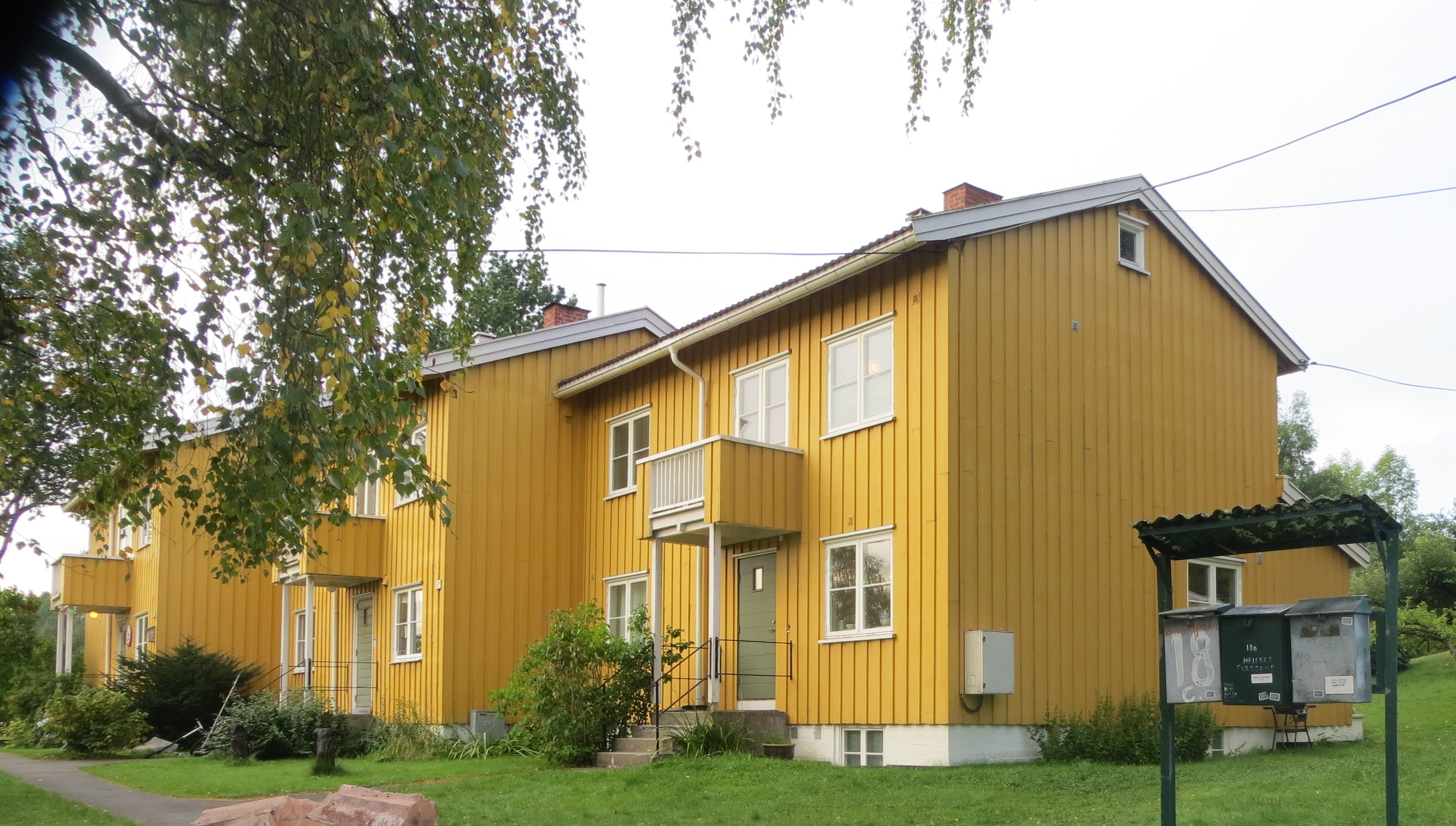
Domy v sousedství Husebygrenda